# Calvaire de Lauterbourg
Le calvaire de Lauterbourg est un monument historique situé à Lauterbourg, dans le département français du Bas-Rhin.

## Localisation
Ce bâtiment est situé place de l'Église à Lauterbourg.

## Historique
L'édifice,  construit durant la seconde moitié du 18ème siècle,  fait l'objet d'une inscription au titre des monuments historiques depuis 1932.

## Architecture

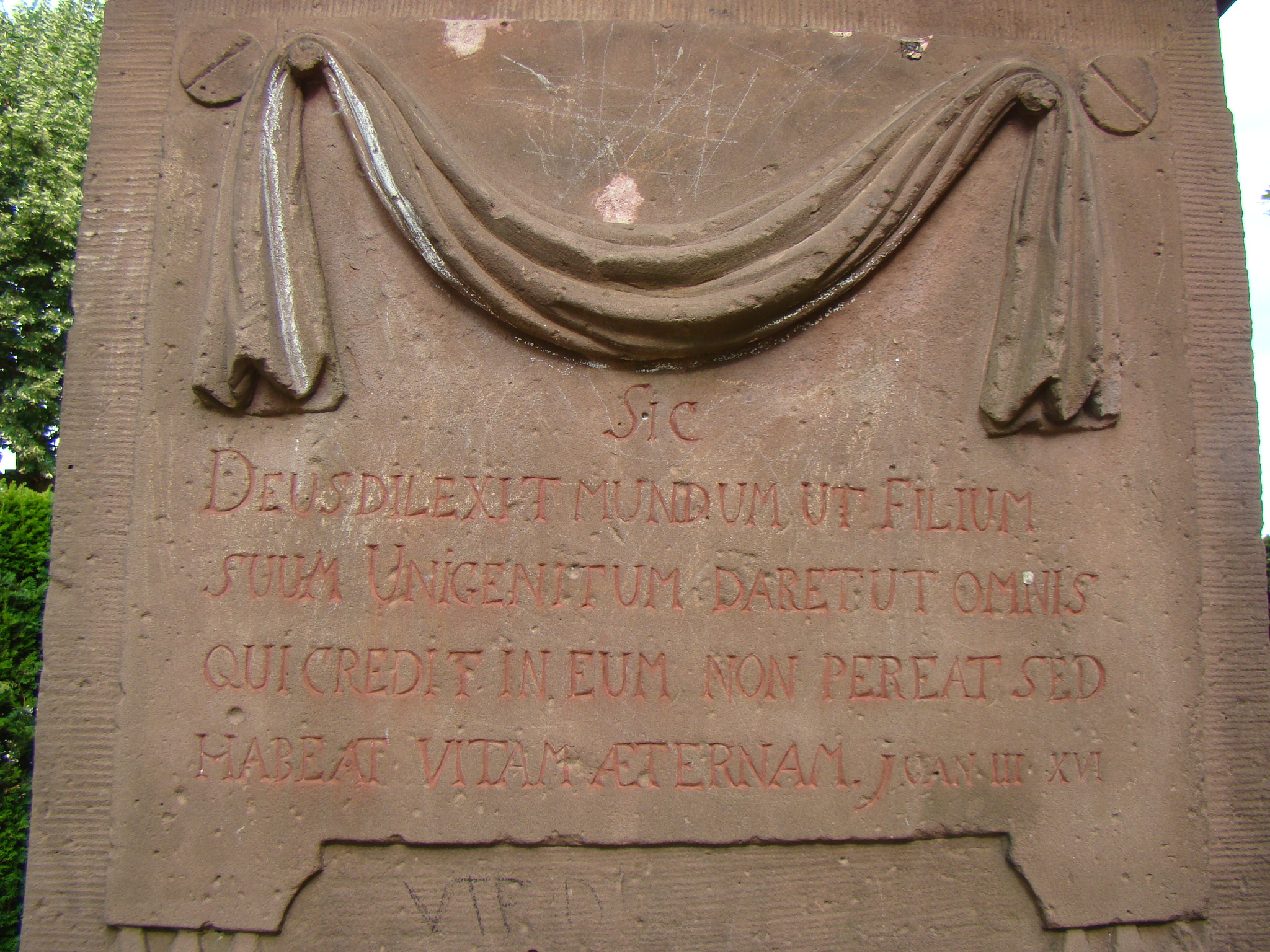